# Samuel Le Bihan
Samuel Le Bihan (n. 2 noiembrie 1965, Avranches, Basse-Normandie, Franța) este un actor francez, cunoscut pentru rolul său din Frăția lupilor.

## Filmografie selectivă

### Filme de cinema
- 1993: Promenades d'été, regizat de René Féret
- 1993: La place d'un autre, regizat de René Féret
- 1993: Trois Couleurs: Rouge (Trei culori: Roșu), regizat de Krzysztof Kieślowski
- 1994: Une femme française, regizat de Régis Wargnier
- 1996: Capitaine Conan (Căpitanul Conan), regizat de Bertrand Tavernier
- 1997: Le Cousin, regizat de Alain Corneau
- 1997: A vendre, regizat de Laetitia Masson
- 1997: Restons groupés, regizat de Jean-Paul Salomé
- 1998: Les années volées, regizat de Fernando Colomo
- 1998: Vénus beauté (institut) (Venus Beauty Institute), regizat de Tonie Marshall
- 1999: Peau neuve, regizat de Émilie Deleuze
- 1999: Total Western, regizat de Éric Rochant
- 1999: Jet Set, regizat de Fabien Onteniente
- 1999: Le Pacte des loups (Frăția lupilor), regizat de Christophe Gans
- 2001: À la folie... pas du tout (He Loves Me... He Loves Me Not), regizat de Laetitia Colombani
- 2001: 3 Zéros, regizat de Fabien Onteniente
- 2001: The Code, regizat de Manuel Boursinhac
- 2002: A Private Affair, regizat de Guillaume Nicloux
- 2002: Fureur, regizat de Karim Dridi
- 2003: Les clés de bagnole, regizat de Laurent Baffie
- 2003: The bridge of San Luis Rey, regizat de Mary Mac Guckian
- 2003: Pour le plaisir, regizat de Dominique Dureddere
- 2005: The Last Sign, regizat de Douglas Law
- 2006: Le passager de l'été, regizat de Florence Moncorge Gabin
- 2006: Cars, Studio Pixar / Disney
- 2006: Frontière(s) (Frontier(s)), regizat de Xavier Gens
- 2006: L’homme de sable, regizat de Jose-Manuel Gonzalez
- 2008: Disco, regizat de Fabien Onteniente
- 2008: Des poupées et des anges, regizat de Nora Hamdi
- 2008: L’ennemi public N°1, regizat de Jean-François Richet
- 2011: Cornuaille, regizat de Anne Le Ny
- 2014: Les Yeux jaunes des crocodiles, regizat de Cécile Telerman

### Filme de televiziune
- 1988: La Chaîne, regizat de Claude Faraldo
- 1988: Tempête sur la manche, regizat de Edouard Logereau
- 1993: L'Homme du banc, regizat de Etienne Périer
- 1997: L'Amour à vif, regizat de Jean-Pierre Ameris
- 2004: 93, Rue Lauriston, regizat de Denys Granier-Deferre

## Spectacole teatrale
- 1993:	La mégère apprivoisée, regizat de Jérôme Savary după William Shakespeare
- 1999: Un tramway nommé Désir,	regizat de Philippe Adrien după Tennessee Williams
- 2005:	Brooklyn boy, regizat de Michel Fagadau după Donald Margulies
- 2009: Paroles et Guerison, regizat de Didier Long
- 2011: Hollywood, regizat de Daniel Colas

### Videoclipuri muzicale
- 2004: „Qui suis-je?”" Kool Shen (actor: Jo Prestia), regizat de J.G Biggs.

## Activități caritabile
Samuel a fost principalul sponsor al organizației franceze de caritate „November in Childhood”. El este, de asemenea, un susținător al organizației umanitare internaționale „Action Against Hunger”.